# فرودگاه مازوینگوو
فرودگاه مازوینگوو (به انگلیسی: Masvingo Airport) یک فرودگاه همگانی با کد یاتا MVZ است که یک باند فرود قیر دارد و طول باند آن ۱۷۲۶ متر است. این فرودگاه در کشور زیمبابوه قرار دارد و در ارتفاع ۱۰۹۶ متری از سطح دریا واقع شده‌است.